# Ковнацкая, Людмила Григорьевна
Людми́ла Григо́рьевна Ковна́цкая (5 февраля 1941, Ленинград, СССР — 9 мая 2023) — советский и российский музыковед. Доктор искусствоведения (1987). Профессор Санкт-Петербургской консерватории имени Римского-Корсакова. Ведущий научный сотрудник Российского института истории искусств. Глава Регионального отделения Международного музыковедческого общества (IMS), член-корреспондент Американского музыковедческого общества (AMS). Обладатель звания «учёный года» за 1993 год (Кембриджский биографический центр). Заслуженный деятель искусств Российской Федерации.

## Биография
Окончила Ленинградскую консерваторию им. Н. А. Римского-Корсакова в 1965 году по двум факультетам — теоретико-композиторскому (кафедра истории зарубежной музыки) и фортепианному (класс органа профессора Исайи Браудо). Там же в 1969 году окончила аспирантуру по истории зарубежной музыки (научный руководитель — профессор М. С. Друскин). В 1970 году защитила кандидатскую диссертацию о творчестве английского композитора Бенджамина Бриттена. В 1987 году — докторскую диссертацию об английской музыке XX века в Московском научно-исследовательском институте искусствознания АН СССР.
С 1978 года Л. Г. Ковнацкая — член Союза композиторов Санкт-Петербурга.
С 2002 года — член Совета при Директории Международного музыковедческого общества (IMS).
В 2001 году Л. Г. Ковнацкая стала научным консультантом материалов по России Британского Энциклопедического Словаря «The Grove’s Dictionary of Music and Musicians» (London: McMillan, 2001).
В 2000—2003 годах была членом экспертного совета фонда «Про Арте».
В 2008 году возглавила Региональную ассоциацию стран Восточной Европы IMS.
В 2009—2013 годах являлась членом консультативного совета научного журнала Санкт-Петербургской консерватории Opera musicologica
В 2012—2017 годах — член Директории Международного музыковедческого общества (IMS).
В 2017 году избрана членом-корреспондентом Американского музыковедческого общества (AMS) «за выдающиеся заслуги в продвижении музыкальной науки».
Л. Г. Ковнацкая постоянно выступала с лекциями и докладами в ведущих университетах Европы и России и на международных конференциях и симпозиумах.
Л. Г. Ковнацкая — автор монографии о Бенджамине Бриттене (М.: «Советский композитор», 1974), а также фундаментального исследования «Английская музыка XX века. Истоки и этапы развития: Очерки» (М.: «Советский композитор», 1986), книги «Главные темы: Бриттен, Шостакович и другие» (СПб: Изд-во им. Н. И. Новикова; Издательский дом «Галина скрипсит», 2018). Благодаря её деятельности — исследовательской и организационной — в России прошли фестивали и концерты, посвящённые английской классической музыке, в том числе Б. Бриттену. Среди них — Фестиваль в честь 80-летия Бриттена (1993), Фестиваль музыки Бенджамина Бриттена к 85-летию со дня рождения (1998), юбилейный концерт в честь Бриттена и дня Св. Цецилии — покровительницы музыки и музыкантов (2003), концерт «Мир оперы. Бенджамин Бриттен» (2004) и многие другие.
В круг научных интересов Л. Г. Ковнацкой входила история отечественной музыки (автор, редактор, составитель книг и статей, посвящённых творчеству Д. Д. Шостаковича). Среди неопубликованных рукописей — масштабный труд «Идеологический контроль музыкального авангарда 1920-х годов (Ленинградская ассоциация современной музыки в протоколах и других документах)» (выполнен при поддержке гранта Фонда Сороса).
Шостакович, Шёнберг, Бриттен, Пёрселл, Типпет, Аренский, Балакирев, Английская музыка, Русско-британские связи, М. С. Друскин, А. Швейцер, Советская музыкальная эпоха — все эти сюжеты были раскрыты учёным в результате интенсивной деятельности как исследователя, научного редактора и автора-составителя книг, сборников статей, многотомных изданий.
В 2002 году Людмила Ковнацкая получила литературную премию и медаль имени Беляева за книгу «Арнольд Шёнберг. Письма» (Перевод В. Г. Шнитке, редактор М. С. Друскин. СПб., «Композитор»: «Pro Arte», 2001—464 с.). В 2013 году вышел в свет трехтомник «Шостакович в Ленинградской консерватории: 1919—1930)» (автор проекта и составитель Л. Г. Ковнацкая), который был удостоен звания «Книга года — 2013» (газета «Музыкальное обозрение»). В 2013 году Л. Г. Ковнацкая получает звание «Персона года — 2013» (газета «Музыкальное обозрение»). В 2016 году — премию «РЕЗОНАНС» за вклад в развитие музыкально-театральной критики (Дягилевский фестиваль, Пермь, июнь 2016).
Отдельным сюжетом научной и издательской деятельности является «приношение Учителю» — известному музыковеду, профессору Ленинградской консерватории М. С. Друскину. В 2009 году стараниями профессора Л. Г. Ковнацкой был завершён двухтомный сборник «Памяти Михаила Семёновича Друскина», который объединил статьи, воспоминания, биографические материалы и переписку. В создании этого 1000-страничного труда, так или иначе приняли участие все те, кто знал М. С. Друскина — музыканта, учёного, педагога. Кроме того, параллельно Л. Г. Ковнацкой велась работа по переизданию трудов Друскина, в связи с чем реализовывался масштабный проект — семитомное собрание сочинений учёного (издание ведётся не строго по порядку томов, в первую очередь были изданы том 1: Клавирная музыка Испании, Англии, Нидерландов и том 4: Игорь Стравинский).
Скончалась 9 мая 2023 года в возрасте 82 лет.

## Опубликованные работы

### Книги
- Главные темы: Бриттен, Шостакович и другие / редкол.: О. Б. Манулкина, Н. В. Градобоева. СПб.: Изд-во им. Н. И. Новикова; Издательский дом «Галина скрипсит», 2018. 492 с. (Отечественные музыковеды. Избранное).
- Исследование «Идеологический контроль музыкального авангарда 20-х годов (Ленинградская ассоциация современной музыки в протоколах и других документах)» — 1997—1999, A Grant-holder of the George Soros Foundation («The Open Society» Institute) — рукопись (17 печ. л.)
- Английская музыка XX века. Истоки и этапы развития (Английская музыка в XX веке): Очерки. — М., «Советский композитор», 1986—216 с.
- Бенджамин Бриттен. М., «Советский композитор», 1974—392 с.
- Английские национальные черты в творчестве Бенджамина Бриттена. Автореферат дис. на соиск. ученой степени канд. искусствоведения. — Л., изд. ЛОЛГК, 1970 — 20 с.

### Книги и сборники статей — как главный редактор, редактор-составитель, соредактор
- Браудо И. Об органной и клавирной музыке / публ. и сост. А. Браудо; общ. ред. М. Друскина; вступит. ст. и коммент. Л. Ковнацкой. Л. : Музыка, 1976. 172 с.
- История и современность : сб. ст.: [к 75-летию М. С. Друскина] / ред.-сост.: А. И. Климовицкий, Л. Г. Ковнацкая, М. Д. Сабинина. Л. : Сов. композитор, 1981. 286 с.
- Традиции музыкальной науки : сб. исслед. ст. / Ленингр. гос. консерватория им. Н. А. Римского-Корсакова; ред.-сост. Л. Г. Ковнацкая. Л. : Сов. композитор, 1989. 204 с.
- Комаров И. А. О фортепианной педагогике и исполнительстве : ст. и материалы / сост., ред. и вступ. ст. Е. Фёдоровой; общ. ред. Л. Ковнацкой. СПб. : Сов. композитор, 1992. 112 с.
- Орлов Г. Древо музыки / ред. Л. Ковнацкая. Вашингтон : H. F. Frager & Co; СПб. : Сов. композитор, 1992. 408 с. [2-е изд., 2005, 3-е изд., 2015]
- Д. Д. Шостакович : сб. ст. к 90-летию со дня рождения / РИИИ и др.; сост. Л. Г. Ковнацкая. СПб. : Композитор, 1996. 389 с.
- Памяти Н. С. Рабиновича. Очерки. Воспоминания. Документы / сост. Д. Бухин; ред. Л. Ковнацкая. Washington : Frager & Co, 1996. 246 с.
- Аренский П. А. Музыкальный словарь для ссыльных. Письма / вступ. слово М. Л. Ростроповича; науч. консультант Л. Г. Ковнацкая. СПб. : Северный олень, 1999. 104 с.
- Шостакович: Между мгновением и вечностью. Документы. Материалы. Статьи / ред.-сост. Л. Г. Ковнацкая; редкол.: Л. Г. Ковнацкая, А. В. Вульфсон, К. Я. Верникова. СПб. : Композитор, 2000. 917 с.
- Шёнберг А. Письма / Петерб. фонд культуры и искусства «Институт ПРО АРТЕ»; сост. и публ. Эрвина Штайна; пер. с нем. В. Шнитке; общ. ред.: М. Друскина, Л. Ковнацкой; предисл. Л. Ковнацкой. СПб. : Композитор, 2001. 464 с. [2-е рус. изд., испр., 2008]
- The New Grove Dictionary of Music and Musicians : in 29 vols. 2nd ed. / ed. by Stanley Sadie; executive ed. John Tyrrell; external advisory ed. Ludmila Kovnatskaya. London, etc.: Macmillan, 2001. [Тоже: 2nd ed., repr. with minor corr., 2002]
- Друскин М. С. История зарубежной музыки. Вып. 4: Вторая половина XIX века. Изд. 7-е, перераб. / СПбГК, каф. истории зарубеж. музыки; ред-кол.: В. В. Смирнов, А. К. Кенигсберг, Л. Г. Ковнацкая, Н. И. Дегтярёва. СПб. : Композитор, 2002. 630 с. [переизд.: 2006, 2007]
- Швейцер А. Иоганн Себастьян Бах / пер. с нем. Я. С. Друскина и Х. А. Стрекаловской; ред. Л. Г. Ковнацкая. М. : Классика-XXI, 2002. 808 с. [2-е изд., 2004, 3-е изд., испр. и доп., 2011, 4-е изд., испр. и доп., 2016]
- Cantus Planus-2002. Т. 1 / РИИИ; IMS [ред.-сост. А. Вовк; авт. идеи Л. Ковнацкая]. Рус. версия. СПб. : Композитор, 2004. 371 с.
- Дмитрий Шостакович : Исследования и материалы. Вып. 1 / ред.-сост.: Л. Ковнацкая, М. Якубов. М. : DSCH, 2005. 209 с.
- Шостакович Д. Д. Письма И. И. Соллертинскому / публ. и подг. ил. Д. И. Соллертинского; предисл. Л. Г. Ковнацкой; подг. текста Д. И. Соллертинского и др.; коммент. и имен. указ.: О. Л. Данскер, Л. Г. Ковнацкой, Г. В. Копытовой и др. СПб. : Композитор, 2006. 276 с.
- Дмитрий Шостакович : Исследования и материалы. Вып. 2 / ред.-сост.: О. Дигонская, Л. Ковнацкая. М. : DSCH, 2007. 286 с.
- Друскин М. С. Собрание сочинений : в 7 т. / ред.-сост. Л. Г. Ковнацкая. Т. 1: Клавирная музыка Испании, Англии, Нидерландов, Франции, Италии, Германии XVI—XVIII веков / редкол.: И. В. Розанов, А. И. Климовицкий, Л. Г. Ковнацкая, А. В. Вульфсон. СПб. : Композитор, 2007. 751 с.
- Друскин М. С. Собрание сочинений : в 7 т. / ред.-сост. Л. Г. Ковнацкая. Т. 4: Игорь Стравинский / редкол.: Л. Г. Ковнацкая, В. П. Варунц, О. Б. Манулкина, Н. А. Брагинская, Л. О. Адэр. СПб. : Композитор, 2009. 584 с.
- Памяти Михаила Семeновича Друскина : в 2 кн. Кн. 1: Статьи. Воспоминания / ред.-сост.: Л. Г. Ковнацкая, А. К. Кенигсберг, Л. В. Михеева; подг. материалов: Л. О. Адэр, О. Н. Чумикова. СПб. : Аллегро, 2009. 583 с.
- Памяти Михаила Семёновича Друскина : в 2 кн. Кн. 2: Из переписки / ред.-сост.: Л. Г. Ковнацкая, А. К. Кенигсберг, Л. В. Михеева; подг. материалов: Л. О. Адэр, О. Н. Чумикова. СПб. : Аллегро, 2009. 427 с.
- Русско-британские музыкальные связи : сб. ст. / С.-Петерб. гос. консерватория им. Н. А. Римского-Корсакова; редкол.: Л. Г. Ковнацкая, М. П. Мищенко, О. А. Чумикова. СПб., 2009. 384 с.
- Дмитрий Шостакович : Исследования и материалы. Вып. 3 / ред.-сост.: О. Дигонская, Л. Ковнацкая. М. : DSCH, 2011. 263 с.
- Дмитрий Шостакович : Исследования и материалы. Вып. 4 / ред.-сост.: О. Дигонская, Л. Ковнацкая. М. : DSCH, 2012. 271 с.
- Друскин М. С. Собрание сочинений : в 7 т. / ред.-сост. Л. Г. Ковнацкая. Т. 5: Русская революционная песня / сост., вступит. ст., публ. документов, коммент. С. В. Подрезовой. СПб. : Композитор, 2012. 799 с.
- Север в традиционных культурах и профессиональных композиторских школах : сб. науч. ст. / Петрозаводская гос. консерватория (акад.) им. А. К. Глазунова; под общ. ред. Л. Г. Ковнацкой. Петрозаводск : Изд-во ПетрГУ, 2012. 370, [1] с.
- Бриттен / сост. сб. и пер. Анна Генина; науч. ред. Людмила Ковнацкая. М. : Центр книги Рудомино, 2013. 363, [4] с.
- (Не)музыкальное приношение, или Allegro affettuoso : сб. ст. к 65-летию Бориса Ароновича Каца / ред.-сост.: А. Долинин, И. Доронченков, Л. Ковнацкая, Н. Мазур. СПб. : Изд-во Европейского ун-та, 2013. 672 с.
- Шостакович в Ленинградской консерватории: 1919—1930 : в 3 т. / Архив Д. Д. Шостаковича, Москва ; Центральный гос. архив кинофотодокументов Санкт-Петербурга; автор проекта и ред.-сост. Л. Ковнацкая; редкол.: Л. Ковнацкая, А. Петрова, Л. Адэр, П. Гершензон. Т. 1: Адреса и маршруты (1). Учебный процесс. 252 с.; Т. 2: Друзья-приятели. Родная речь. Ремесленный цех. Адреса и маршруты (2). 408 с.; Т. 3. Город-театр. ГАТОБ. МАЛЕГОТ. ТРАМ, ГосТИМ, Музкомедия. Кинематограф. Концерты. Большой зал. 488 с. СПб. : Композитор, 2013.
- Браудо И. Артикуляция (о произношении мелодии). Об органной и клавирной музыке / сост. А. И. Браудо; редкол.: Л. Г. Ковнацкая, С. М. Мальцев, М. П. Мищенко; вступ. ст. и коммент. Л. Г. Ковнацкой и М. П. Мищенко. СПб., 2014. 395 с.
- Летопись жизни и творчества Д. Д. Шостаковича: в 5 т. Т. 1: 1903—1930 / идея проекта: И. А. Шостакович, М. А. Якубов; координатор и спонсор проекта И. А. Шостакович; рук. проекта Л. Г. Ковнацкая; редкол.: М. И. Алейников, В. С. Величко, Н. В. Градобоева, О. Г. Дигонская, Л. Г. Ковнацкая, Л. А. Миллер; отв. ред. Л. А. Миллер; науч. ред. О. Г. Дигонская. М.: DSCH, 2016. 582 c.: ил.
- Друскин М. С. Собрание сочинений : в 7 т. / ред.-сост. Л. Г. Ковнацкая. Т. 6: Избранные статьи. СПб.: Композитор — Санкт-Петербург, 2018. 765 с.

### Статьи в научных сборниках и коллективных монографиях
- Бенджамин Бриттен // Музыкальная жизнь. 1968. № 10. С. 15-17.
- Английская баллада // Музыкальная жизнь. 1969. № 19. С. 21-22.
- Бриттен и традиции жанров английской народной музыки // Из истории музыки XX века / редкол.: С. Л. Гинзбург, М. С. Друскин, Г. Г. Тигранов. M.: Музыка, 1971. С. 208—225.
- Из истории английской фольклористики // Сов. музыка. 1971. № 7. С. 137—140.
- Концерт памяти Стравинского // Сов. музыка. 1972. № 5. С. 77-78.
- Народные элементы вокальной мелодики Бриттена // Проблемы музыкальной науки : сб. ст. Вып. 1 / редкол.: Г. А. Орлов, М. Е. Тараканов и др. M. : Сов. композитор, 1972. С. 298—325.
- Выдающийся мастер (к 60-летию Бриттена) // Сов. музыка. 1973. № 11. С. 117—123.
- «И музыки закат…»: о последних годах жизни И. Ф. Стравинского: [рец. на кн.: Libman Lillian. And music at the close: Stravinsky’s last years. New York, 1972] // Сов. музыка. 1973. № 5. C. 122—129.
- О новом английском музыкальном возрождении // Сов. музыка. 1973. № 7. С. 118—125.
- Рой Харрис (США) // Сов. музыка. 1973. № 10. С. 134—135.
- Верность Музыке : к 70-летию М. С. Друскина // Сов. музыка. 1975. № 4. С. 63-67. (совместно с Г. Орловым и И. Хлебаровым)
- «Дидона и Эней» Генри Пёрселла // Пёрселл Г. Дидона и Эней : опера в 3 д.: клавир / либретто Н. Тейта по поэме Вергилия «Энеида»; пер. Ю. Димитрина; вступ. ст. Л. Ковнацкой. Л. : Музыка, 1975. С. 3.
- К 100-летию Густава Холста // Сов. музыка. 1975. № 1. С. 134—135.
- Артист, учитель, ученый // Браудо И. Об органной и клавирной музыке / публ. и сост. А. Браудо; общ. ред. М. Друскина; вступит. ст. и коммент. Л. Ковнацкой. Л. : Музыка, 1976. С. 3-12, 150—152.
- Валентин Нестеров и его хор // Сов. музыка. 1977. № 5. С. 76-80.
- К 250-летию «Оперы нищего» // Сов. музыка. 1978. № 5. С. 105—109.
- Майкл Типпет (75-летие британского композитора) // Сов. музыка. 1980. № 11. С. 123—129.
- Предисловие и комментарии // Уэстреп Дж. Генри Пёрселл / пер. с англ. А. Кочнева. Л. : Музыка, 1980. С. 3-4.
- Артист, педагог, ученый / Исайя Браудо. Артикуляцията (за произношението на мелодията) // Музикални Хоризонти. София, 1981. № 11/12. С. 3-14.
- К биографии М. С. Друскина // История и современность : сб. ст. / ред.-сост.: А. И. Климовицкий, Л. Г. Ковнацкая, М. Д. Сабинина. Л. : Сов. композитор, 1981. С. 261—280.
- Мастер на пороге 80-летия: Уильям Уолтон // Сов. музыка. 1982. № 2. С. 99-103.
- Майкл Типпет и его опера «Царь Приам» // Очерки по истории зарубежной музыки XX века / сост. С. Н. Богоявленский. Л. : Музыка, 1983. С. 40-58.
- Предостережение живым (Военный реквием Бриттена) // Музыкальная жизнь. 1984. № 9. С. 15-16.
- Композиторы Англии // Музыка XX века : очерки. Ч. 2. Кн. 5. М. : Музыка, 1987. С. 269—293.
- Операта «Смъртвъ в Венеция» на Б. Бритън // Музикални Хоризонти. 1987. № 3. С. 59-73.
- Към творческата характеристика на Бенджамин Бритън // Музикални Хоризонти. София, 1988. № 10. С. 53-74.
- Об И. А. Браудо // Ленинградская консерватория в воспоминаниях : в 2 кн. Кн. 2 / под общ. ред. Г. Г. Тигранова. Изд. 2-е, доп. Л. : Музыка, 1988. С. 97-101.
- Из историята на хорового движение в Англия // Музикални Хоризонти. София, 1990. № 9. С. 41-58.
- History and story: Английская национальная опера в Ленинграде // Искусство Ленинграда. 1990. № 12. С. 73-78.
- Жизнь в письмах («Letters from a Life»): к 80-летию Б. Бриттена // Музыкальная академия. 1993. № 4. С. 214—221.
- Russian Funeral through Russian ears: oral impressions and some questions // International Journal of Musicology. 1993. № 2. P. 321—332.
- Александр Кнайфель. «Восьмая глава». Canticum Canticorum // Музыкальное обозрение. 1995. № 7/8. С. 18.
- Вернуть Стравинского на родину, вернуть — родине... (протокол обсуждения книги «Игорь Стравинский») / публ. Л. Ковнацкой // Музыкальная академия. 1995. № 4/5. С. 195—217.
- Note on a Theme from «Peter Grimes» // On Mahler and Britten: essays inhonour of Donald Mitchell on his seventieth birthday / ed. by Philip Reed. London : The Boydell Press, 1995. P. 172—185.
- От редколлегии // Д. Д. Шостакович : сб. ст. к 90-летию со дня рождения / ред.-сост. Л. Г. Ковнацкая. СПб. : Композитор, 1996. С. 5-7.
- Шостакович в протоколах ЛАСМ // Д. Д. Шостакович : сб. ст. к 90-летию со дня рождения / ред.-сост. Л. Г. Ковнацкая. СПб. : Композитор, 1996. С. 48-67.
- Шостакович и Бриттен: некоторые параллели // Д. Д. Шостакович : сб. ст. к 90-летию со дня рождения / ред.-сост. Л. Г. Ковнацкая. СПб., 1996. С. 306—323.
- [Рецезия на кн.:] Irina Nikolska. Ot Szymanovskogo do Lutoclavskogo i Piendierieckogo: Ocherki razvitiya simfonicheskoy muziki v Polsze XX wieka. Moscow : Sowietskij Kompozitor, 1990 // Muzyka. 1997. № 1. P. 129—133.
- Труды М. С. Друскина // Исследования. Публицистика : к ХХ-летию каф. муз. критики : сб. науч. ст. / ред.-сост. Л. Г. Данько. СПб. : С.-Петерб. гос. консерватория им. Н. А. Римского-Корсакова, 1997. С. 332—337.
- «Peter Grimes» at the Kirov opera and ballet theater // Melos: En Musiktidskrift.1997. № 19/20. P. 64-71.
- Бенджамин Бриттен — вокальный цикл «Эхо поэта» на стихи Пушкина: английское «эхо» русского поэта // Музыкальное приношение : к 75-летию Е. А. Ручьевской : сб. ст. / ред.-сост.: Л. П. Иванова, Н. Ю. Афонина. СПб. : Канон, 1998. С. 194—220.
- «Иже херувимы»: о неизвестном авторском наброске М. А. Балакирева // Балакиреву посвящается : сб. ст. к 160-летию со дня рождения композитора (1836—1996) / сост. Т. А. Зайцева. СПб. : Канон, 1998. С. 113—139.
- Он тоже был «уцелевшим из Варшавы»: [Памяти Ю. Г. Кона] // Музыкальная академия. 1998. № 3/4. С. 273—275.
- Shostakovich and the LASM // Tempo. 1998. № 206. P. 2-6.
- Письмо и послание // Musicae Ars et Scientia : Книга на честь 70-рiччя Н. О. Герасимовоi-Персидськоi. Київ, 1999. С. 11-12.
- Последняя опера Бриттена (знакомство с шедевром) // Музыкальный театр XIX—XX веков: вопросы эволюции / ред.-сост.: Н. В. Бекетова, Г. Е. Калошина. Ростов н/Д. : Гефест, 1999. С. 163—180.
- Опера пiд склепiннями церкви (Триптих Бенджамiна Брiттена — Притчi для виковання в церкви) // Чотири столiття опери: Опернi школи ХIХ-ХХ ст. Київ : НМАУ, 2000. С. 193—200.
- От редактора-составителя // Шостакович: Между мгновением и вечностью : Документы. Материалы. Статьи / ред.-сост. Л. Г. Ковнацкая. СПб. : Композитор, 2000. С. 3-8.
- Шостакович и Богданов-Березовский (20-е годы) // Шостакович: Между мгновением и вечностью. С. 16-59.
- Почтовая открытка Дмитрия Шостаковича и Нины Варзар из эвакуации / публ. Николая Хрущова; коммент. Л. Г. Ковнацкой // Шостакович: Между мгновением и вечностью. С. 425—427.
- Эпизод из жизни книги: Интервью с Генрихом Орловым // Шостакович: Между мгновением и вечностью. С. 717—738.
- «Что Вам пишут из СССР? Мне — мало…»: Переписка С. Прокофьева и М. Друскина / публ., вступ. ст., коммент. и заключение Л. Г. Ковнацкой // Музыкальная академия. 2000. № 2. С. 203—216.
- Shostakovich and Britten: some parallels // Shostakovich in context / ed. by Rosamund Bartlett. Oxford : Oxford Univ. Press, 2000. P. 175—189.
- Бенджамин Бриттен // История зарубежной музыки. Вып. 6: Начало XX века — середина XX века / ред. В. В. Смирнов. СПб. : Композитор, 2001. С. 581—626.
- Музыка Англии // История зарубежной музыки. Вып. 6: Начало XX века—середина XX века / ред. В. В. Смирнов. СПб. : Композитор, 2001. С. 574—580.
- Предисловие // Шёнберг А. Письма / Петерб. фонд культуры и искусства «Институт ПРО АРТЕ»; сост. и публ. Эрвина Штайна; пер. с нем. В. Шнитке; общ. ред.: М. Друскина, Л. Ковнацкой; предисл. Л. Ковнацкой. СПб. : Композитор, 2001. С. 9-35. [То же в: 2-е изд., 2008]
- Прокофьев и Бриттен (об исторических параллелях, влиянии и реминисценциях) // Отражения музыкального театра : сб. ст. и материалов к юбилею Л. Г. Данько: в 2 кн. Кн. 2. / ред.-сост. Э. С. Барутчева, Т. А. Зайцева. СПб. : Канон, 2001. С. 50-69.
- И. С. Бах в жизни братьев Друскиных // Швейцер А. Иоганн Себастьян Бах / пер. с нем. Я. С. Друскина и Х. А. Стрекаловской; ред. Л. Г. Ковнацкая. М. : Классика-XXI, 2002. С. 657—683. (совместно с М. П. Мищенко). [То же: 2-е изд., 2004, 3-е изд., испр. и доп., 2011]
- Литературные заметки М. С. Друскина // Оркестр : сб. ст. и материалов в честь Инны Алексеевны Барсовой / Моск. гос. консерватория; редкол.: Г. И. Лыжов, Д. Р. Петров, С. И. Савенко. М. : Науч.-изд. центр «Московская консерватория», 2002. С. 394—411.
- Баховский сюжет в петербургском музыкальном контексте XX века // Петербургская консерватория в мировом музыкальном процессе. 1862—2002 / отв. ред. и сост. Л. Г. Данько; СПбГК. СПб., 2002. С. 107—110.
- ЛАСМ — что это было? // Времен связующая нить: к юбилею Э. С. Барутчевой / ред.-сост. Л. Г. Данько; С.-Петерб. гос. консерватория им. Н. А. Римского-Корсакова. СПб., 2004. С. 139—147.
- Об И. А. Браудо // Браудо И. Об изучении клавирных сочинений Баха в музыкальной школе. СПб., 2004. С. 87-90.
- Dialogues about Shostakovich: from the history of Russian studies about Shostakovich // A Shostakovich casebook / ed. by Malcolm Hamrick Brown. Bloomington ; Indianopolis : Indiana Univ. Press, 2004. P. 238—253.
- An episode in the life of a book: an interview with Henry Orlov // A Shostakovich casebook / ed. by Malcolm Hamrick Brown. Bloomington ; Indianopolis : Indiana Univ. Press, 2004. P. 97-126.
- Возвращаясь к напечатанному: [по поводу публикаций Ю. Корева о М. С. Друскине] // Музыкальная академия. 2005. № 4. С. 200—201.
- Высокий трагизм личности и бытия // Музыкальная академия. 2005. № 3.C. 51-54.
- Из истории IMS // Musicus. 2005. № 4. С. 19-20.
- Невосполнимая утрата: [посвящение Виктору Варунцу] // Музыкальная академия. 2005. № 1. С. 87-89.
- Слово о М. С. Друскине // Musicus. 2005. № 2. С. 7-16.
- «Мой первый друг…» (Письма Д. Д. Шостаковича к И. И. Соллертинскому) // Музыкальная жизнь. 2006. № 9. С. 27-33.
- Опера под сводами церкви (Триптих Бенджамина Бриттена) // Жизнь религии в музыке : сб. ст. Вып. 2 / сост. Т. А. Хопрова. СПб. : Сударыня, 2006. С. 199—208.
- Предисловие // Шостакович Д. Д. Письма И. И. Соллертинскому / публ. и подг. ил. Д. И. Соллертинского; предисл. Л. Г. Ковнацкой; коммент. и именной указ.: О. Л. Данскер, Л. Г. Ковнацкой, Г. В. Копытовой и др. СПб. : Композитор, 2006. С. 3-16.
- Генрих Александрович Орлов // Musicus. 2007. № 9. С. 68-71.
- Материалы к биографии М. С. Друскина / публ. и коммент. Л. Г. Ковнацкой // Друскин М. С. Собр. соч. : в 7 т. Т. 1: Клавирная музыка Испании, Англии, Нидерландов, Франции, Италии, Германии XVI—XVIII веков / редкол.: И. В. Розанов, А. И. Климовицкий, Л. Г. Ковнацкая, А. В. Вульфсон. СПб. : Композитор, 2007. С. 570—625.
- Надежда Голубовская и Бенджамин Бриттен: эскиз сюжета // Приношение Надежде Голубовской / СПбГК; ред.-сост.: Т. Зайцева, С. Закарян-Рутстайн, В. Смирнов. СПб., 2007. С. 302—318.
- Роль миротворца была его ролью: (воспоминания о Г. Г. Тигранове) // Г. Г. Тигранов: сб. ст., посвящ. 100-летию Г. Г. Тигранова / СПбГК; ред.-сост. Э. С. Барутчева. СПб., 2008. С. 343—347.
- Смешные письма: из переписки Я. С. и М. С. Друскиных // Збiрник наукових статей та есе, присвячений ювiлею Нiни Олександрiвни Герасимовоi-Персидьскоi. Київ, 2008. С. 223—242.
- Счастье общения // Фейнберг Евгений Львович: Личность сквозь призму памяти / под общ. ред. В. Л. Гинзбурга. М. : ФИЗМАТЛИТ, 2008. С. 153—159.
- Михаил Семенович Друскин. Вехи жизни // Памяти Михаила Семёновича Друскина : в 2 кн. Кн. 1 : Статьи. Воспоминания / ред.-сост.: Л. Г. Ковнацкая, А. К. Кенигсберг, Л. В. Михеева; подг. материалов: Л. О. Адэр, О. Н. Чумикова. СПб. : Аллегро, 2009. С. 8-52.
- Друскин — ученый // Памяти Друскина. Кн. 1. С. 101—121.
- К читателю // Памяти Друскина. Кн. 2: Из переписки / ред.-сост.: Л. Г. Ковнацкая, А. К. Кенигсберг, Л. В. Михеева; подг. материалов: Л. О. Адэр, О. Н. Чумикова. СПб. : Аллегро, 2009. С. 3-6.
- Письма А. Е. Парниса / публ. Л. Ковнацкой; вступ. ст. М. Друскина; коммент.: В. Сажина и Л. Адэр // Памяти Друскина. Кн. 2. С. 7-21.
- Письма Э. Эймсгеймера / публ. и коммент. Л. Ковнацкой; пер., вступ. ст. и коммент. О. Чумиковой // Памяти Друскина. Кн. 2. С. 22-28.
- Из переписки с В. Дж. Конен / публ. и вступ. ст. Л. Ковнацкой; коммент.: Л. Адэр, Л. Ковнацкой, О. Чумиковой // Памяти Друскина. Кн. 2. С. 62-101.
- Из переписки с Ф. М. Гершковичем / публ., вступ. ст. и коммент. Л. Ковнацкой // Памяти Друскина. Кн. 2. С. 124—182.
- Из переписки с Я. С. Друскиным / публ., вступ. ст. и коммент. Л. Ковнацкой // Памяти Друскина. Кн. 2. С. 183—226.
- Из переписки с Г. А. Орловым / публ. и вступ. ст. Л. Ковнацкой и Г. Орлова; коммент. Л. Адэр и Л. Ковнацкой // Памяти Друскина. Кн. 2. С. 227—372.
- И. Ф. Стравинский в жизни М. С. Друскина // Друскин М. С. Собр. соч. : в 7 т. Т. 4: Игорь Стравинский / редкол.: Л. Г. Ковнацкая и др. СПб. : Композитор, 2009. С. 5-18.
- «Вернуть Стравинского на родину, вернуть — родине…» : Протокол обсуждения книги М. С. Друскина «Игорь Стравинский» в Ленинградской консерватории 19 апреля 1975 года / расшифровка, публ. и коммент. Л. Г. Ковнацкой // Друскин М. С. Собр. соч. : в 7 т. Т. 4. С. 286—345.
- Друскин М. Слово о Стравинском / публ. и предисл. Л. Г. Ковнацкой // Друскин М. С. Собр. соч. : в 7 т. Т. 4. С. 400—405.
- Друскин в диалоге / публ. Л. Ковнацкой; коммент. редколлегии // Друскин М. С. Собр. соч. : в 7 т. Т. 4. С. 497—540.
- Из истории «Диалогов» / вступ. ст., публ. и коммент. Л. Ковнацкой // Друскин М. С. Собр. соч. : в 7 т. Т. 4. С. 406—440.
- Михаил Друскин — Игорю Стравинскому / публ.: Л. Ковнацкой и В. Варунца; коммент. Л. Адэр // Друскин М. С. Собр. соч. : в 7 т. Т. 4. С. 541—548.
- Письма о книге / публ. и коммент. Л. Г. Ковнацкой // Друскин М. С. Собр. соч. : в 7 т. Т. 4. С. 346—359.
- Английское эхо русской поэзии: вокальный цикл Бриттена на стихи Пушкина // Русско-британские музыкальные связи. С. 272—296.
- Пирс П. Из «Дневника путешествий» / пер. О. Манулкиной; вступ. ст. Л. Ковнацкой; коммент.: Л. Адэр, Л. Ковнацкой, О. Манулкиной // Русско-британские музыкальные связи. С. 297—342.
- Голоса Прошлого: из переписки М. С. Друскина и Г. А. Орлова / публ., вступ. ст., коммент. Л. Г. Ковнацкой // Этот многообразный мир музыки... : сб. ст. к 80-летию М. Г. Арановского / ГИИ; ред.-сост.: З. А. Имамутдинова, А. А. Баева, Н. О. Власова. М. : Композитор, 2010. С. 238—259.
- Два письма Рихтера // Декабрьские вечера. Святослав Рихтер: к 30-летию фестиваля / ГМИИ им. А. С. Пушкина. М., 2010. С. 71-74, 77, 84, 87.

99. [Рецензия на кн.:] Екатерина Власова. 1948 год в советской музыке // Opera musicologica. 2010. № 3. C. 140—149.
- Ю. А. Кремлёв в диалогах о Д. Д. Шостаковиче: вокруг Десятой симфонии // Из фонда Кабинета рукописей: сообщения, публикации / ред.-сост. Г. В. Копытова. СПб. : РИИИ, 2010. С. 148—166.
- Апология учебника // Голос человеческий: к 100-летию со дня рождения В. Дж. Конен (1909—1991) : воспоминания, письма, ст. / МГК; редкол.: З. Б. Карташёва, М. А. Сапонов (отв. ред.), Е. Л. Фейнберг. М. : Науч.-изд. центр «Московская консерватория», 2011. С. 208—213.
- Из истории современничества 1920-х годов: Петроградское общество пропаганды современной русской музыки (по архивным материалам и документам) // Fioretti musicali: материалы науч. конф. в честь И. А. Барсовой / редкол.: С. И. Савенко, Г. И. Лыжов, Д. Р. Петров. М. : Науч.-изд. Центр «Московская консерватория», 2011. С. 136—148.
- «Хочу с тобой кое о чём покалякать на бумаге»: Неизвестные письма к Шостаковичу Богданова-Березовского (1920-е годы) // Дмитрий Шостакович: Исследования и материалы. Вып. 3. / ред.-сост.: О. Дигонская, Л. Ковнацкая. М. : DSCH, 2011. C. 46-123.
- Ю. А. Кремлев в диалогах о Д. Д. Шостаковиче: вокруг Десятой симфонии // Свiт музикознавства: стратегиï, дискурси, сюжети: Оленi Сергiïвнi Зiнькевич присвячуэться : Збiрник статей. Київ, 2011. С. 110—135.
- Ещё раз о Хиндемите Шостаковича // Дмитрий Шостакович: Исследования и материалы. Вып. 4 / ред.-сост.: О. Дигонская, Л. Ковнацкая. М. : DSCH, 2012. C. 131—163.
- Идеальному собеседнику // Герасимова-Персидская Н. Музыка. Время. Пространство. Киев : Дух и литера, 2012. С. 9-16.
- Институтские дни и годы М. С. Друскина в контексте 1920—1990 годов // Временник Зубовского института : сб. ст. Вып. 9: Зубовский институт: времена, поколения, судьбы / [ред.-сост. Е. В. Хаздан]. СПб. : РИИИ, 2012. C. 7-17.
- Schostakowitschs Hindemith: die verbotene Wahrheit // Musik, Raum, Akkord, Bild Festschrift zum 65. Geburtstag von Dorothea Baumann = Music, space, chord, image: Festschrift for Dorothea Baumannʼs 65th birthday / hrsg. von Antonio Baldassarre. Bern, etc. : Peter Lang, 2012. S. 437—458.
- Šostakovičs Hindemith: die verbotene Wahrheit // Hindemith Institut Frankfurt. 2012. T. XLI. S. 85-112.
- Бриттен и Россия: [вместо послесловия] // Бриттен / сост. сб. и пер. А. Генина; науч. ред. Л. Г. Ковнацкая. М., 2013. C. 353—364.
- От составителя // Шостакович в Ленинградской консерватории: 1919—1930 : в 3 т. / Архив Д. Д. Шостаковича, Москва ; Центральный гос. Архив кинофотодокументов Санкт-Петербурга, автор проекта и ред.-сост. Л. Ковнацкая, редкол.: Л. Ковнацкая, А. Петрова, Л. Адэр, П. Гершензон. Т. 1. СПб. : Композитор, 2013. С. 8-11.
- В поисках дружбы // Шостакович в Ленинградской консерватории. Т. 2. С. 12-18.
- Богданов-Березовский // Шостакович в Ленинградской консерватории. Т. 2. С. 18-30.
- Соллертинский // Шостакович в Ленинградской консерватории. Т. 2. С. 108—117.
- Казус «Щелкунчика» // Шостакович в Ленинградской консерватории. Т. 3. С. 103—105.
- Малеровский круг Бенджамина Бриттена // Густав Малер и музыкальная культура его времени / МГК; ред.-сост.: И. А. Барсова и И. В. Вискова. М., 2013. С. 53-92.
- Учитель и ученики: научные методы М. С. Друскина в проекции на педагогику // Санкт-Петербургская консерватория в мировом музыкальном пространстве: композиторские, исполнительские, научные школы, 1862—2012 / ред.-сост.: Н. И. Дегтярёва (отв. ред.), Н. А. Брагинская; СПбГК. СПб. : Изд-во Политехн. ун-та, 2013. С. 66-81.
- Генрих Орлов: биографический очерк // Сравнительное искусствознание : XXI век. Вып. 1: Наследие Генриха Орлова и актуальные проблемы современного сравнительного искусствознания. Ч. 1 / редколл.: О. В. Колганова (ред.-сост.), И. В. Мациевский (отв. ред.) и др. СПб. : РИИИ, 2014. С. 28-50.
- О перспективах отечественной биографики: Письма Шостаковича к Богданову-Березовскому (1920-е годы) // Музыка в культурном пространстве Европы-России: События. Личность. История. СПб. : РИИИ, 2014.С. 260—274.
- Бенджамин Бриттен в левом строю // Музыкальное искусство в процессах культурного обмена : (ст. и материалы в честь А. И. Климовицкого) : сб. ст. / отв. ред. и сост. Г. В. Петрова. СПб. : РИИИ, 2015. С. 113—125.
- Летопись Шостаковича, пролегомены и контексты // С. П. Дягилев и современная культура: материалы междунар. симпозиума «Дягилевские чтения» (Пермь, май 2014) / сост. и науч. ред. О. Р. Левенков. Пермь : Книжный мир, 2015. С. 105—114.
- [Рецензия на кн.:] Олеся Бобрик. Венское издательство «Universal Edition» и музыканты из советской России: история сотрудничества в 1920—1930-е годы // Opera musicologica. 2015. № 1. С. 76-83.
- Иосиф Шиллингер в материалах и документах: хронология 1920-х (Ленинград) // Две жизни Иосифа Шиллингера. Жизнь первая: Россия. Жизнь вторая: Америка / автор проекта, сост. А. Л. Бретаницкая; общ. ред. О. А. Бобрик; редкол.: И. А. Барсова, О. А. Бобрик, Е. А. Дубинец, М. П. Рахманова. М.: НИЦ «Московская консерватория», 2015. С. 161—206. [в соавторстве с Е. Ивановой]
- Много лет спустя // Полубенцев А. Либретто моей жизни. СПб., 2015. С. 30-32, 118—119.

125. Генрих Орлов. Возвращение (к описанию архива в КР РИИИ) // Из фондов кабинета рукописей Российского института истории искусств: Сообщения. Публикации. Обзоры. Вып. 6 / Рос. ин-т истории искусств; сост. и отв. ред. Г. В. Копытова. СПб., 2016. С. 331—352.
- «Билли Бадд» Бенджамина Бриттена // Бенджамин Бриттен. Билли Бадд: Новая сцена / Гос. акад. Большой театр России. М., 2016. С. 25-31.
- Морская трагедия: «Билли Бадд» Бриттена на Новой сцене Большого театра // Муз. жизнь. 2016. № 12. С. 2-4.
- И. С. Бах в жизни братьев Друскиных // Швейцер А. Иоганн Себастьян Бах / пер. с нем. Я. С. Друскина и Х. А. Стрекаловской; ред. Л. Г. Ковнацкая. изд. 4-е, испр. и доп. М., 2016. С. 657—683. [в соавторстве с М. П. Мищенко]
- «Его книги опередили свое время» : Эссе о музыковеде Генрихе Орлове // Этажи: лит.-худож. журнал. 2017. № 3 (7). Сент.
- Portrait of the artist as a young man: The Shostakovich-Bogdanov-Berezovsky correspondence // Russian Music since 1917 / ed. by Patrick Zuk and Marina Frolova-Walker. Oxford : Oxford University Press, 2017. P. 269—279.
- Бенджамин Бриттен, 1913—1976. Sinfonia da Requiem // «Забытая земля». Балет в одном действии на музыку Симфонии-реквиема Бенджамина Бриттена: Новая сцена / Гос. акад. Большой театр России. М., 2017. С. 29-30.
- «Финская сюита» Шостаковича в ленинградском музыкальном контексте: из истории рукописи // Opera musicologica. 2017. № 4 (34). С. 19-34.
- Ленинградский контекст «Финской сюиты» Шостаковича. Тезисы доклада // Материалы Международной научной конференции: Петербург в диалоге с культурными столицами Европы. СПб.: РИИИ, 2017. С. 30.
- Размышления всей жизни: статьи в научном наследии М. С. Друскина // Друскин М. С. Собрание сочинений: в 7 т. / ред.-сост. Л. Г. Ковнацкая. Т. 6 : Избранные статьи. СПб. : Композитор — Санкт-Петербург, 2018. C. 14-22.
- Ленинградская ассоциация современной музыки в деятельности Интернационального общества современной музыки (1920-е годы). Тезисы доклада // Материалы Всероссийской научной конференции «Музыкальный Петербург: творческие диалоги». СПб.: РИИИ, 2018. 50 с.
- Главные темы: Бриттен, Шостакович и другие / редкол.: О. Б. Манулкина, Н. В. Градобоева. СПб.: Изд-во им. Н. И. Новикова; Издательский дом «Галина скрипсит», 2018. 492 с.
- ЛАСМовский портрет Юлии Вейсберг // Муз. академия. 2018. № 3. С. 137—150. [в соавторстве с М. Мазур]
- Забытое имя и актуальные труды. Владимир Давыдович Днепров и музыка // Артикульт. 2018. № 3. С. 131—138.
- «Архив ЛАСМа» как историографический феномен // Музыковедение. 2018. № 9. С. 22-27.
- «Неотвратимое пересечение линий» // Генри Пёрселл. Дидона и Эней / Гос. академ. Большой театр России. Новая сцена / ред.-сост. Ая Макарова, Татьяна Белова. М., 2019. С. 26-31.
- Ю. А. Кремлев в переписке с Б. Бриттеном (по материалам Кабинета рукописей) / Публ. [перев., коммент.] Л. Г. Ковнацкой // Из фондов Кабинета рукописей Российского института истории искусств. Статьи и сообщения. Публикации. Обзоры. Вып. 7 / сост. и отв. ред. Г. В. Копытова. СПб.: РИИИ. 2020. С. 259—267.
- Post scriptum // Хайновская Т. А. Четыре беседы со Светланой Таировой. СПб.: Композитор — Санкт-Петербург, 2021. С. 54-56.

### Статьи, рецензии и письма в профессиональной периодике
- Восьмые Баховские чтения // Musicus. Вестник Санкт-Петербургской консерватории. 2006. № 6. С. 41-43.
- Возвращаясь к напечатанному (открытое письмо Ю. С. Кореву) // Музыкальная академия. 2005. № 4. С. 200—201.
- Высокий трагизм личности бытия // Музыкальная академия. 2005. № 3. С. 51-54.
- Из истории IMS // Musicus. 2005. № 4. С. 19-20.
- 17 Международный конгресс музыковедов // Современное Российское музыкознание в мировом пространстве / Международный симпозиум. СПб.: Издательство Политехнического Университета, 2005. С. 9-13.
- Слово о М. С. Друскине // Musicus. 2005. № 2. С. 7-16.
- Невосполнимая утрата (В. П. Варунц) // Музыкальная академия. 2005. № 1. С. 87-89
- «Что Вам пишут из СССР? Мне — мало …». Переписка С. Прокофьева и М. Друскина (публикация, вступит. ст., комментарии и заключение) // Музыкальная академия. 2000. № 2. С. 203—216
- Shostakovich and the LASM // Tempo. 1998. № 206. pp. 2–6
- Он тоже был «уцелевшим из Варшавы» // Музыкальная академия. 1998. № 3-4. С. 273—275
- Элисо Вторая (о концерте Элисо Болквадзе) // Журнал любителей искусств. 1997. № 8-9. С. 42-43
- Сергей Баневич — «Арии из ненаписанных опер» // Журнал любителей искусств. 1997. № 8-9. С. 38-40
- «Парсифаль» в Мариинском театре. Мнения о премьере // Мариинский театр, 1997, № 5-6. С. 8-9
- «Никакой черемухи вокруг» (Джерард Макбёрни) // Музыкальная академия. 1997, № 4. С. 220—221
- «Peter Grimes» at the Kirov opera and ballet theater // Melos. En Musiktidskrift. 1997. № 19/20. pp. 64–71
- Sprawoznania: Irina Nikolska: Ot Szymanovskogo do Lutoclavskogo i Piendierieckogo. Ocherki razvitiya simfonicheskoy muziki v Polsze XX wieka. Moscow, 1990, Sowietskij Kompozitor // Muzyka. Warzsaw. 1997. № 1. pp. 129–133
- Филармония и ЛАСМ // Pro Musica. 1996. № 6. С. 10
- Александр Кнайфель. «Восьмая глава». Canticum Canctorum // Музыкальное обозрение. 1995. № 7-8. С. 18
- «Вернуть Стравинского на родину, вернуть — родине…» (стенограмма и материалы обсуждения книги Друскина о Стравинском) // Музыкальная академия. 1995, № 4-5. С. 195—229
- Восьмая глава. Это искренняя и истово религиозная музыка, проповедь, призванная победить рассеянное внимание («Восьмая глава» Александра Кнайфеля — мировая премьера) // Pro Musica. 1995. № 1. С. 7
- «Вагнеровские голоса» в Санкт-Петербурге. Разочарование и надежды // Музыкальная академия. 1994. № 3. С. 133—134
- Клаудио Аббадо: «Петербург — город удивительной красоты и величия» (Клаудио Аббадо и Малеровский молодёжный оркестр в Санкт-Петербурге) // Музыкальная академия. 1994. № 1. С. 130—131
- Под знаком Бриттена // Вечерний Петербург. 1993. № 268, 27 ноября. С. 5
- Жизнь в письмах («Letters from A Life»: к 80-летию со дня рождения Б. Бриттена // Музыкальная академия. 1993. № 4. С. 214—221
- Russian Funeral through Russian ears: aural impressions and some questions // International Journal of Musicology. Frankfurt am Main, 1993. Vol. 2. pp. 321–332
- (О Борисе Филановском) // Музыкальная академия. 1993. № 1. С. 44
- Ненарушаемая связь (о выставке «Моцарт. Чудо Природы» в Библиотеке Британского музея) // Музыкальная академия. 1992. № 2. С. 204—205
- History and story (К гастролям Английской национальной оперы в Ленинграде) // Искусство Ленинграда. 1990. № 12. С. 73-77
- Из историята на хорового движение в Англия // Музикални Хоризонти. 1990. № 9. С. 41-58
- Към творческата характеристика на Бенджамин Бритън // Музикални Хоризонти. 1988. № 10. С. 53-74
- Развивая традиции жанра (На премьере Первой симфонии Александра Мревлова) // Советская музыка. 1988. № 2. С. 74-75
- Время решать главные задачи. Говорят музыканты города Ленина (дискуссия в Союзе композиторов) // Советская музыка. 1987. № 10. С. 31-32
- Операта «Смърт във Венеция» на Б. Бритън // Музикални Хоризонти. 1987. № 3. С. 59-73
- Отделению — полвека! // Музыкальные кадры. ЛОЛГК, 1985. № 6. С. 4
- Предостережение живым (Военный реквием Бриттена) // Музыкальная жизнь. 1984. № 9. С. 15-16
- Высоким словом — Учитель... (о П. А. Вульфиусе, А. Н. Дмитриеве и Н. С. Рабиновиче) // Музыкальные кадры. 1984. № 1. С. 3
- Достойное завершение года И. Брамса (научная конференция) // Музыкальные кадры. 1983. № 11. С. 3
- Неиссякаемый источник музыки (К исполнению «Свадебки» Стравинского // Музыкальные кадры. 1982. № 9. С. 4
- Мастер на пороге 80-летия (Уильям Уолтон) // Советская музыка. 1982. № 2. С. 99-103
- Классик Европейской музыкальной культуры (о конференции к 250-летию со дня рождения Й. Гайдна) // Музыкальные кадры. 1982. № 8. С. 3
- Майкл Типпет (75-летие британского композитора) // Советская музыка. 1980. № 11. С. 123—129
- Артист, педагог, учен / Исайя Браудо. Артикуляцията (за произношението на мелодията) // Музикални Хоризонти. София, 1981. № 11-12. С. 3-14
- К 250-летию «Оперы нищих» // Советская музыка. 1978. № 5. С. 105—109
- Валентин Нестеров и его хор // Советская музыка. 1977. № 5. С. 76-80
- Верность Музыке. (К 70-летию М. С. Друскина) — совместно с Г. Орловым и И. Хлебаровым // Советская музыка. 1975. № 4. С. 63-67
- Корифей английской музыки. К 100-летию Густава Холста // Советская музыка. 1975. № 1. С. 134—135
- Возрождение шедевра. («Дидона и Эней» Перселла) // Музыкальная жизнь. 1974. № 14. С. 18-19
- Выдающийся мастер. К 60-летию Б. Бриттена. // Советская музыка. 197. № 11. С. 117—123
- Рой Харрис (США) // Советская музыка. 1973. № 10. С. 134—135
- О новом английском музыкальном возрождении // Советская музыка. 1973. № 7. С. 118—125
- «И музыки закат…» О последних годах жизни И. Ф. Стравинского (Lillian Libman. «And Music at the Close…»: Stravinsky’s Last Years // Советская музыка. 1973. № 5. C. 122—129
- Концерт памяти Стравинского // Советская музыка. 1972. № 5. С. 77-78
- Новое сочинение («Портрет Дориана Грея» Б. А. Арапова) // Музыкальные кадры. 1972. № 2. С. 2
- Из истории английской фольклористики // Советская музыка. 1971. № 7. С. 137—140
- Английская баллада // Музыкальная жизнь. 1969. № 19. С. 21-22
- Бенджамин Бриттен // Музыкальная жизнь. 1968. № 10. С. 15-16